# Собор Сен-Мало

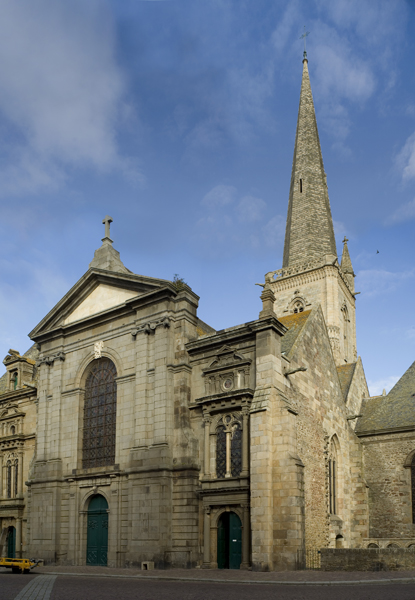
Собор Сен-Мало

Собор Святого Викентия (фр. Cathédrale Saint-Vincent de Saint-Malo) — римско-католический кафедральный собор в Сен-Мало, посвящён раннехристианскому мученику Викентию Сарагосскому. Собор является одной из главных достопримечательностей города, имеет статус исторического памятника.
Начало строительства датируется 1146 годом на территории монастыря, основанного в 1108 году. Изначально собор построен в готическом стиле с некоторыми романскими элементами. Основная часть работ продолжалась до конца XV века. Позже внесены детали стилей эпохи Ренессанса и классицизма. Здание сильно пострадало во время бомбардировки города в 1944 году. Освящение восстановленного храма состоялось в 1972 году.
До Конкордата Наполеона собор был кафедрой диоцеза Сен-Мало, после чего были выделены диоцезы Ванна и Сен-Бриё и расширена архиепархия Ренна.